# Pseuderemus
Pseuderemus is een geslacht van rechtvleugeligen uit de familie Gryllacrididae. De wetenschappelijke naam van dit geslacht is voor het eerst geldig gepubliceerd in 1932 door Karny.

## Soorten
Het geslacht Pseuderemus  is monotypisch en omvat slechts de volgende soort:
- Pseuderemus exiguus (Brunner von Wattenwyl, 1888)